# نهائي كأس روسيا لكرة القدم 2008
نهائي كأس روسيا لكرة القدم 2008 هي المباراة النهائية من منافسة كأس روسيا لكرة القدم 2007–08، أقيمت المباراة في 17 مايو 2008، في ملعب لوكوموتيف، بين فريقي نادي سيسكا موسكو، وأمكار بيرم، وفاز فيها نادي سيسكا موسكو، بعد أن هزم أمكار بيرم، بنتيجة 2 - 2، وكان حكم المباراة ستانيسلاف سوخينا.

## تفاصيل المباراة
لعبت المباراة النهائية في 17 مايو 2008.
| نادي سيسكا موسكو | 2 -2 | أمكار بيرم |
| ---------------- | ---- | ---------- |
|                  |      |            |